# André Defoort
André Defoort (* 22. Juli 1914 in Harelbeke; † 12. Januar 1972 in Beveren-Leie) war ein belgischer Radrennfahrer.
1934 gewann André Defoort die Flandern-Rundfahrt der Amateure. Anschließend wurde er Profi. 1937 gewann er das Rennen Paris-Valenciennes. Bei den Belgischen Straßenmeisterschaften 1940 belegte er den siebten Platz, im Jahr darauf errang er den Titel.
1945 beendete Defoort, wegen seiner roten Haare „roste Foori“ genannt, seine Radsport-Karriere und eröffnete das Café „Sportpaleis“ in Beveren-Leie. Nach seinem frühen Tod im Alter von 57 Jahren wurde in seinem Heimatort bis 2004 ein Profi-Rennen mit seinem Namen ausgetragen.